# Tàngara de coroneta verda
La tàngara de coroneta verda (Stilpnia meyerdeschauenseei) és un ocell de la família dels tràupids (Thraupidae).

## Hàbitat i distribució
Habita dens matoll, clars del bosc i ciutats dels Andes, a l'extrem sud-est del Perú.